# Jack Mikkers
Jacobus Michael Leonardus Nicasius (Jack) Mikkers (Heeze, 2 september 1968) is een Nederlands politicus en bestuurder. Hij is lid van de VVD. Sinds 11 oktober 2017 is hij burgemeester van 's‑Hertogenbosch.

## Maatschappelijke en politieke carrière
Mikkers studeerde na de middelbare school Bestuurskunde aan de heao van de Hogeschool 's-Hertogenbosch. Hij studeerde daarna van 1991 - 1993 aan de Vrije Universiteit Amsterdam Cultuur, organisatie en management. Na zijn studie werkte hij tot 2000 bij Brunel International in de commerciële dienstverlening.
Mikkers werd in 1997 voor de VVD gemeenteraadslid in Heeze-Leende. Vanaf 1999 was hij wethouder in diezelfde gemeente, gecombineerd met een functie als adviseur bij personeelsbemiddelingsbureau Geerts & Schaepkens te Helmond.

## Burgemeester van Maasdriel en Veldhoven
Op 16 december 2003 werd Mikkers benoemd tot burgemeester van Maasdriel. Van mei 2007 tot oktober 2017 was hij burgemeester van Veldhoven.
Hij deed op 22 februari 2011 mee aan het tv-programma de Rijdende Rechter als vertegenwoordiger van de gemeente Veldhoven, samen met wethouder Nicole Ramaekers-Rutjens (VSA, Veldhoven Samen Anders).
Op 18 december 2012 werd Mikkers unaniem voorgedragen voor een tweede termijn door de gemeenteraad van Veldhoven.
Mikkers verbood in april 2017 een congres van de YFDPJ, de jongerenorganisatie van de enige toegestane politieke partij in Eritrea. Er was veel te doen om die conferentie omdat Yemane Gebreab, de rechterhand van de Eritrese president Isaias Afewerki, aanwezig zou zijn. Er was veel kritiek op de Eritrese regering vanwege massale mensenrechtenschendingen. De Nederlandse regering had niet de mogelijkheid om hem te verbieden te komen, maar Mikkers verbood te conferentie met een verbod op de openbare orde, nadat een tegendemonstratie onrustig was verlopen.

## Burgemeester van 's-Hertogenbosch
Op 10 juli 2017 droeg de gemeenteraad van 's‑Hertogenbosch hem bij de kroon voor als burgemeester om Ton Rombouts, die zijn ontslag per 1 oktober 2017 had ingediend, op te volgen.
Eigenlijk was Mikkers voor 's-Hertogenbosch tweede keus, maar de eerste op de voordracht aan de raad, Jan Hamming had zich eerder op de dag teruggetrokken om burgemeester van Zaanstad te worden.
Als burgemeester van 's‑Hertogenbosch heeft hij algemene bestuurszaken, bestuurlijke organisatie, openbare orde, veiligheid en geïntegreerd veiligheidsbeleid, opvang vluchtelingen/ontheemden, brandweer, bovengemeentelijke betrekkingen, relatie zustersteden en coördinatie lobby en strategie in zijn portefeuille.
Namens de gemeente is hij onder andere plaatsvervangend regio-burgemeester van de Regionale Eenheid Oost-Brabant, voorzitter van de Regio Noordoost Brabant, portefeuillehouder ondermijning bestuurlijke regiegroep Veiligheid Oost-Brabant, voorzitter van de raad van toezicht van Expertisecentrum Veiligheid Avans, lid commissie Bestuur en Veiligheid van de VNG en voorzitter van Stichting AgriFood Capital. Daarnaast is hij lid van de raad van advies van de Brabantsedag.
In november 2023 kwam Mikkers in opspraak wegens een uitspraak over Marokkaanse asielzoekers. Een bezoeker liet zich, op een bijeenkomst over de komst van twee asielzoekerscentra, kritisch uit over Syrische asielzoekers en zei: "Dat zijn de ergste die er zijn". Daarna zei deze bezoeker: "Syriërs hebben geen hulp nodig, alles wat er gebeurt: Syrië staat bovenaan", waarop Mikkers antwoordde: "Dat is niet waar, dat is Marokko". Er werden ruim twintig aangiftes gedaan tegen Mikkers wegens deze uitspraak. Hierop bood hij excuses aan. Mikkers werd niet vervolgd voor zijn uitspraken.

## Persoonlijk
Mikkers is gehuwd, heeft geen kinderen en is rooms-katholiek.